# 布哈
布哈（德語：Bucha，發音：[ˈbuːxa]）是德国图林根州萨勒-霍尔茨兰县的市镇，面积21.02平方千米，2023年12月31日人口为1,143人。